# Diocesi di Marida
La diocesi di Marida (in latino: Dioecesis Maridensis) è una sede soppressa e sede titolare della Chiesa cattolica.

## Storia
Marida, corrispondente alla città di Mardin nell'odierna Turchia, è un'antica sede episcopale della provincia romana dell'Osroene nella diocesi civile d'Oriente. Faceva parte del patriarcato di Antiochia ed era suffraganea dell'arcidiocesi di Edessa.
La sede non è menzionata dal Le Quien nell'opera Oriens Christianus. La diocesi inoltre è assente dall'unica Notitia Episcopatuum del patriarcato antiocheno giunta fino a noi, del VI secolo. Nei secoli Mardin fu sede di comunità cristiane appartenenti a diverse confessioni, Siri, Caldei e Armeni; è presumibile che in origine fosse sede anche di una comunità greco-melchita, di cui però non sono noti vescovi.
Dal 1933 Marida è annoverata tra le sedi vescovili titolari della Chiesa cattolica; la sede è vacante dal 14 dicembre 1965.

## Cronotassi dei vescovi titolari
- Tulio Botero Salazar, C.M. † (7 maggio 1949 - 1º maggio 1952 nominato vescovo di Zipaquirá)
- Leo Richard Smith † (30 giugno 1952 - 12 febbraio 1963 nominato vescovo di Ogdensburg)
- Jean Hermil † (15 maggio 1963 - 14 dicembre 1965 nominato vescovo di Viviers)